# Вяземский, Сергей Иванович

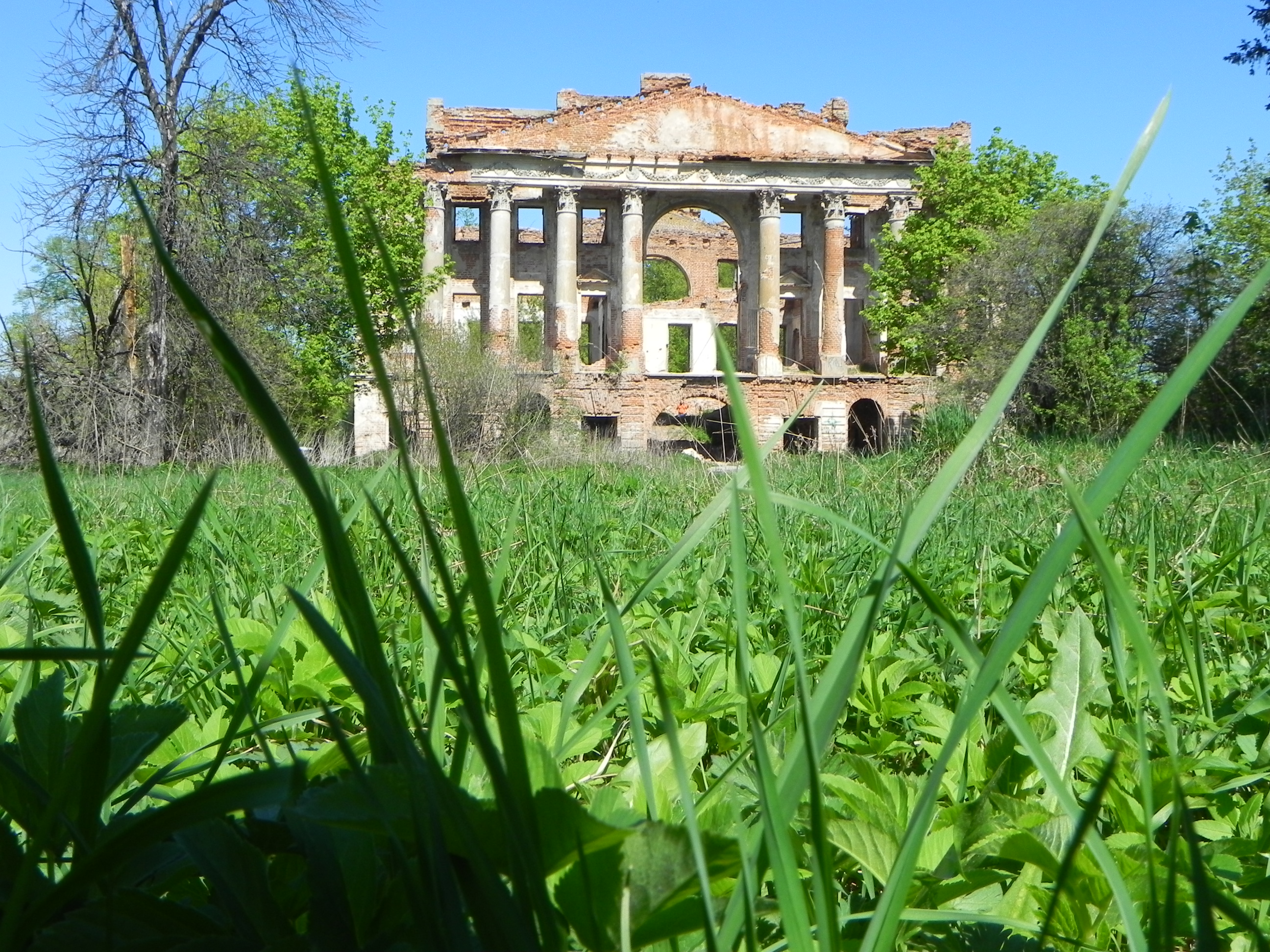
Живописные развалины сельского дома С. И. Вяземского

Князь Серге́й Ива́нович Вя́земский (1743—1813) — сенатор из рода Вяземских, заведовавший в 1780—1793 годах государственными доходами Российской империи. Действительный тайный советник.

## Биография
Родился в 1743 году — сын князя Ивана Прохоровича Вяземского от второго брака с княжной Татьяной Даниловной Друцкой. По матери — двоюродный брат поэта Хераскова и княгини Елены Вяземской, чей муж в качестве главы Правительствующего сената немало споспешествовал карьере свойственника.
Депутат Уложенной комиссии, опекун от иноверцев, с 1791 года — тайный советник, со 2 сентября 1793 года — сенатор. По службе пикировался с Г. Р. Державиным — упоминается в его записках. В 1798 году вышел в отставку с чином действительного тайного советника.
В качестве многолетнего руководителя экспедиции государственных доходов сенатского казначейства князь Вяземский приобрёл солидное состояние, позволившее ему завести суконную мануфактуру и отстроить усадьбу Пущино-на-Наре, чем он сегодня главным образом и известен.
Умер 18 (30) марта 1813 года.

## Семья
Его жена Анна Федотовна (11.02.1743—14.03.1797) была родной сестрой генерал-фельдмаршала Михаила Каменского. Дети:
- Михаил (1770—1848), генерал-майор, холост; после его смерти усадьба Пущино была выставлена на продажу.
- Сергей (1775—1847), генерал-майор; жена — Елизавета, дочь Р. Е. Татищева, сослуживца старого князя Вяземского по экспедиции доходов, наследница имения Воробьёво; у них было семеро детей: Александр (1806—1867), Николай (1814—1881), Варвара (1815—1907); остальные умерли во младенчестве и были похоронены на кладбище Николо-Перервинского монастыря.
- Татьяна, в замужестве капитанша Плюскова (умерла 10 января 1817 года, бездетная, наследники братья Михаил и Сергей).